# Mokre-Kolonia
Mokre-Kolonia – wieś w Polsce położona w województwie opolskim, w powiecie głubczyckim, w gminie Głubczyce.
W latach 1975–1998 miejscowość administracyjnie należała do ówczesnego województwa opolskiego.
Wioska obejmuje Obszar Chronionego Krajobrazu Rejon Mokre - Lewice. Leży na terenie Nadleśnictwa Prudnik (obręb Prudnik).